# Turmhügel Geratskirchen
Der Turmhügel Geratskirchen ist eine abgegangene Turmhügelburg (Motte) in der niederbayerischen Gemeinde Geratskirchen im Landkreis Rottal-Inn. Die Anlage wird als Bodendenkmal unter der Aktennummer D-2-7642-0071 als „verebneter Turmhügel des hohen oder späten Mittelalters“ geführt.

## Beschreibung
Der Turmhügel lag im Bereich des sogenannten Schlossbergs, 400 m nordöstlich von der Pfarrkirche St. Martin von Geratskirchen. Auf dem Urkataster von Bayern ist hier eine runde Anlage mit Wall und Graben von etwa 20 m Durchmesser gut erkennbar. Heute ist die Anlage durch moderne Häuser (Am Schlossberg 1, 3 und 8) vollständig überbaut.